# 女7人あつまれば
『女７人あつまれば』（おんなしちにんあつまれば）は、1982年10月12日から1983年2月8日まで、TBS系列で放送されたテレビドラマ。

## 概要
下着会社「ブロッサム社」の社長を務める信保をめぐる妻・巴の三人の妹の絹・純・愛の虚々実々のかけひき合戦を描いたドラマ。ワコールが協力している。

## キャスト
- 鹿子木信保：加山雄三
- 鹿子木巴／美保：松原智恵子
- 鹿子木志乃：西尾麻里
- 甲山絹：秋野暢子
- 甲山愛：石田えり
- 甲山純：甲斐智枝美
- 井上：三浦浩一
- 小田切ひかる：美保純
- 小田切卓造（ひかるの父）：山田吾一
- 宮本ゆき：かたせ梨乃
- 大道寺蘭子：三ツ矢歌子
- 「黒とかげ」（3人組の不良だったが、鹿子木によって更生し、アイドルとしてデビューする）
  - 手島透：薬丸裕英（シブがき隊）
  - 川原進：本木雅弘（シブがき隊）
  - 尾形強：布川敏和（シブがき隊）
- 蛯沢定之：高橋昌也
- 栗田元：岸部シロー
- スーザン：マリアン
- 綾吉（芸者）：叶和貴子
- 〆香（芸者）：友直子
- 大道寺敬一：船越英一郎
- 渡辺兵助：左とん平
- 林万理江：岡まゆみ
- 矢吹トシ：畑中葉子
- 長尾さやか：松岡ふたみ
- 渡辺春子：根本律子
- 大道寺寛一郎：東野英治郎（特別出演）
- 古山妙子：和田アキ子
- 小堀靖子：神保美喜
- 石丸静子：木ノ葉のこ
- 樋口しげり
- 卓造：角野卓造
- 手島栄子：加茂さくら

他

## スタッフ
- シリーズ構成：松木ひろし
- 脚本：松木ひろし・田口耕三・鶴島光重
- 挿入歌：「Gジャンブルース」シブがき隊
- プロデューサー：逸見稔
- 演出：松下紳
- 演出補：藤原幣吉
- 製作：オフィス・ヘンミ、TBS

| TBS系 火曜20時台の連続ドラマ（1982年10月 - 1983年2月） | TBS系 火曜20時台の連続ドラマ（1982年10月 - 1983年2月） | TBS系 火曜20時台の連続ドラマ（1982年10月 - 1983年2月） |
| 前番組                                                 | 番組名                                                 | 次番組                                                 |
| ------------------------------------------------------ | ------------------------------------------------------ | ------------------------------------------------------ |
| はらぺこ同志                                           | 女7人あつまれば                                        | 積木くずし                                             |